# Ostu
Ostu es una marca de moda colombiana fundada el 21 de octubre de 2023. Se dedica a la fabricación y comercialización de prendas de vestir para hombres, mujeres y niños, ofreciendo diseños inclusivos. 
Actualmente, la marca cuenta con una fuerte presencia en Colombia, con más de 90 tiendas en ciudades principales como Bogotá, Barranquilla, Bucaramanga, Cartagena, Cali y Medellín, además de estar presente en diversas ciudades intermedias y pequeñas. 

## Historia
OSTU  nació en 2023 como parte de un proceso de renovación de imagen corporativa liderado por el Grupo Pash. 
OSTU se destacó en 2025 al convertirse en la tienda oficial del merchandising de Las Mujeres Ya No Lloran World Tour en Colombia. En colaboración con Páramo Presenta y Live Nation, la marca desarrolló una colección exclusiva inspirada en la esencia de Shakira.